# 阿拉伯膠樹
阿拉伯胶树（阿拉伯语：‎，羅馬化：hashāb），也叫塞内加尔儿茶，是豆科儿茶属植物，分布于熱帶非洲、阿拉伯半島、南亞。其樹膠稱為科爾多凡膠（英語：Kordofan gum）、塞內加爾膠（英語：Senegal gum），是品質最好的阿拉伯胶。
阿拉伯金合欢有时也称为“阿拉伯胶树”。尽管它在古代可能也是阿拉伯胶的来源植物，但其树胶品质较差，并非现时通用的阿拉伯胶。